# Auguste Choquette
Pour l’article homonyme, voir Choquette.
Auguste Choquette B.A. (né le 29 août 1932) et mort le 21 décembre 2018 à la maison Michel Sarazin de Québec est un avocat et homme politique fédéral du Québec.

## Biographie
Il tente de se faire élire député du Parti libéral du Canada dans la circonscription fédérale de Lotbinière en 1962, mais fut défait par le progressiste-conservateur Raymond O'Hurley. Élu en 1963, il sera réélu en 1965. Tentant une réélection dans Bellechasse, il fut défait par le créditiste Adrien Lambert.